# Milan Associazione Calcio 1982-1983
Questa voce raccoglie le informazioni riguardanti il Milan Associazione Calcio nelle competizioni ufficiali della stagione 1982-1983.

## Stagione

Una fase del big match di San Siro del 15 maggio 1983 tra Milan e Lazio, risolto in goleada dai padroni di casa (5-1) e crocevia fondamentale per il ritorno rossonero in massima serie.

Il Milan disputa la propria seconda stagione in Serie B sotto la guida del nuovo allenatore Ilario Castagner. L'organico della squadra subisce diversi cambiamenti: a lasciare i rossoneri, tra gli altri, sono Novellino, Maldera, Antonelli, Buriani e Collovati, fresco campione del mondo con la Nazionale italiana, che passa all'Inter. Dai nerazzurri arrivano in prestito come contropartita Canuti, Pasinato e Serena; altri acquisti sono Verza, Damiani e Nuciari. Rimangono invece al Milan Franco Baresi, che a soli 22 anni diventa il nuovo capitano della squadra, Mauro Tassotti e Alberico Evani.
In campionato il Milan non fatica a ottenere la promozione in Serie A 1983-1984: dopo aver chiuso il girone d'andata al secondo posto in classifica a un punto dalla Lazio, termina la competizione al primo posto con solo 3 sconfitte a fronte di 19 vittorie e 16 pareggi per un totale di 54 punti, 8 in più della Lazio seconda classificata. La squadra realizza inoltre 77 gol, con una media di poco più di 2 reti a partita, e ne subisce 36. Il 7 novembre 1982 arriva la sconfitta interna in campionato contro la Cavese (1-2). La partita di ritorno, a Cava de' Tirreni, finisce invece 2-2. Le altre sconfitte stagionali sono quelle di Como (1-0) e Perugia (3-2) in campionato e quella a Torino contro la Juventus (2-1) nel girone eliminatorio di Coppa Italia. Nel campionato cadetto realizza 77 reti in 38 partite: un record, anche se non assoluto (stabilito dalla Spal nella stagione 1949-1950, con 95 reti in 42 partite), per la Serie B. Il calciatore più presente nelle due stagioni del Milan nella serie cadetta è Sergio Battistini, con 74 presenze e 16 reti complessive nei due campionati.
In Coppa Italia il Milan supera il primo turno chiudendo il proprio girone al secondo posto con 7 punti grazie alle vittorie con Padova, Catania e Genoa, al pareggio con il Pescara e alla sconfitta con la Juventus, quest'ultima vincitrice del girone con un punto di vantaggio sui rossoneri. Negli ottavi di finale il Milan elimina il Cagliari vincendo 2-1 a Cagliari e 4-2 a Milano. In questa competizione la squadra sconfigge quindi sia il Genoa che il Cagliari, che lo avevano condannato alla retrocessione nell'ultimo turno del campionato precedente col loro pareggio. Nei quarti di finale i rossoneri affrontano il Verona con cui pareggiano per 2-2 la partita d'andata al Bentegodi e per 3-3 quella di ritorno a San Siro; il Verona si qualifica grazie alla regola dei gol fuori casa. La squadra veronese verrà poi battuta in finale dalla Juventus.

## Divise e sponsor

Franco Baresi, nuovo capitano milanista, in azione con la seconda divisa bianca.

Lo sponsor tecnico per la stagione 1982-1983 è NR, mentre lo sponsor ufficiale è Hitachi. La divisa è una maglia a strisce verticali della stessa dimensione, rosse e nere, con pantaloncini bianchi e calzettoni neri con risvolto rosso. La divisa di riserva è una maglia bianca con colletto e maniche rosse e nere, pantaloncini bianchi e calzettoni bianchi; tuttavia fra l'ottobre del 1982 e il marzo del 1983 viene utilizzata una specifica seconda maglia invernale, bianca con pinstripe rossonere.
| Casa | Trasferta (estiva) | Trasferta (invernale) | Portiere |

## Organigramma societario
Area direttiva
- Presidente: Giuseppe Farina
- Vice presidenti: Angelo Colombo, Gianni Nardi, Gianni Rivera
- Direttore sportivo: Silvano Ramaccioni

Area tecnica
- Allenatore: Ilario Castagner
- Allenatore in seconda: Italo Galbiati
- Preparatore atletico: Aristide Facchini

Area sanitaria
- Medico sociale: Giovanni Battista Monti
- Massaggiatori: Paolo Mariconti, Ruggero Ribolzi

## Rosa

Il nuovo allenatore milanista Ilario Castagner ricompone col diesse Silvano Ramaccioni il tandem tecnico-dirigenziale che, sul finire del decennio precedente, aveva fatto le fortune del Perugia dei miracoli

| N. |                   | Ruolo | Calciatore                        |
| -- | ----------------- | ----- | --------------------------------- |
|    | Italia (bandiera) | P     | Francesco Alberti                 |
|    | Italia (bandiera) | P     | Giulio Nuciari                    |
|    | Italia (bandiera) | P     | Ottorino Piotti                   |
|    | Italia (bandiera) | D     | Franco Baresi (capitano)          |
|    | Italia (bandiera) | D     | Paolo Benetti                     |
|    | Italia (bandiera) | D     | Roberto Biffi                     |
|    | Italia (bandiera) | D     | Nazzareno Canuti                  |
|    | Italia (bandiera) | D     | Andrea Icardi                     |
|    | Italia (bandiera) | D     | Maurizio Longobardo               |
|    | Italia (bandiera) | D     | Mauro Tassotti                    |
|    | Italia (bandiera) | C     | Sergio Battistini (vice capitano) |
|    | Italia (bandiera) | C     | Stefano Cuoghi                    |

| N. |                   | Ruolo | Calciatore          |
| -- | ----------------- | ----- | ------------------- |
|    | Italia (bandiera) | C     | Alberico Evani      |
|    | Italia (bandiera) | C     | Massimo Gadda       |
|    | Italia (bandiera) | C     | Tiziano Manfrin     |
|    | Italia (bandiera) | C     | Giancarlo Pasinato  |
|    | Italia (bandiera) | C     | Francesco Romano    |
|    | Italia (bandiera) | C     | Vinicio Verza       |
|    | Italia (bandiera) | A     | Alberto Cambiaghi   |
|    | Italia (bandiera) | A     | Oscar Damiani       |
|    | Italia (bandiera) | A     | Maurizio D'Este     |
|    | Italia (bandiera) | A     | Giuseppe Incocciati |
|    | Scozia (bandiera) | A     | Joe Jordan          |
|    | Italia (bandiera) | A     | Aldo Serena         |

## Calciomercato

### Sessione estiva
| Acquisti | Acquisti            | Acquisti     | Acquisti      |
| R.       | Nome                | da           | Modalità      |
| -------- | ------------------- | ------------ | ------------- |
| P        | Giulio Nuciari      | Ternana      | definitivo    |
| D        | Nazzareno Canuti    | Inter        | prestito      |
| D        | Maurizio Longobardo | Reggina      | fine prestito |
| C        | Tiziano Manfrin     | Genoa        | definitivo    |
| C        | Giancarlo Pasinato  | Inter        | prestito      |
| C        | Vinicio Verza       | Cesena       | definitivo    |
| A        | Oscar Damiani       | Napoli       | definitivo    |
| A        | Maurizio D'Este     | VJS Velletri | definitivo    |
| A        | Aldo Serena         | Inter        | prestito      |

| Cessioni | Cessioni          | Cessioni       | Cessioni   |
| R.       | Nome              | a              | Modalità   |
| -------- | ----------------- | -------------- | ---------- |
| P        | Roberto Incontri  | Ternana        | definitivo |
| D        | Fulvio Collovati  | Inter          | prestito   |
| D        | Aldo Maldera      | Roma           | definitivo |
| D        | Alberto Minoia    | Sambenedettese | definitivo |
| D        | Maurizio Venturi  | Palermo        | definitivo |
| C        | Ruben Buriani     | Cesena         | definitivo |
| C        | Adelio Moro       | Cesena         | definitivo |
| C        | Walter Novellino  | Ascoli         | definitivo |
| A        | Roberto Antonelli | Genoa          | definitivo |
| A        | Roberto Mandressi | Pescara        | prestito   |
| A        | Fabio Valente     | Sant'Angelo    | prestito   |

### Sessione autunnale
| Acquisti | Acquisti          | Acquisti | Acquisti      |
| R.       | Nome              | a        | Modalità      |
| -------- | ----------------- | -------- | ------------- |
| A        | Roberto Mandressi | Pescara  | fine prestito |

| Cessioni | Cessioni          | Cessioni | Cessioni        |
| R.       | Nome              | a        | Modalità        |
| -------- | ----------------- | -------- | --------------- |
| A        | Alberto Cambiaghi | Brescia  | prestito        |
| A        | Roberto Mandressi | Piacenza | fine definitivo |

## Risultati

### Serie B

#### Girone di andata
| Arbitro: | Vitali (Bologna) |

|                      |           |                              |
| Serena 29’ Verza 31’ | Marcatori | 33’ Colasanto 57’ Rossinelli |

| Arbitro: | Menegali (Roma) |

|                     |           |                   |
| Mastalli 59’ (rig.) | Marcatori | 52’ (rig.) Baresi |

| Arbitro: | Pezzella (Frattamaggiore) |

|                        |           |             |
| Damiani 35’ Romano 59’ | Marcatori | 73’ Sartori |

| Arbitro: | Lo Bello (Siracusa) |

|  |           |                       |
|  | Marcatori | 48’ Jordan 74’ Cuoghi |

| Arbitro: | Barbaresco (Cormons) |

|                                       |           |               |
| Damiani 42’ Incocciati 71’ Jordan 76’ | Marcatori | 27’ Bresciani |

| Arbitro: | Patrussi (Ravenna) |

|              |           |                                        |
| Pradella 27’ | Marcatori | 7’, 14’ Jordan 64’ Pasinato 89’ Serena |

| Arbitro: | Pairetto (Torino) |

|                                                      |           |  |
| Jordan 33’, 55’ Cuoghi 64’ Battistini 71’ Serena 78’ | Marcatori |  |

| Varese 31 ottobre 1982 8ª giornata | Varese            | 0 – 0 | Milan | Stadio Franco Ossola (15 000 spett.)\| Arbitro: \| Bergamo (Livorno) \| |
| Arbitro:                           | Bergamo (Livorno) |       |       |                                                                         |

| Arbitro: | Falzier (Treviso) |

|            |           |                            |
| Jordan 23’ | Marcatori | 26’ Tivelli 55’ Di Michele |

| Arbitro: | Lanese (Messina) |

|                           |           |  |
| Battistini 40’ Romano 59’ | Marcatori |  |

| Arbitro: | Longhi (Roma) |

|                                     |           |                                           |
| Ferri 12’ Frutti 20’ Paolinelli 57’ | Marcatori | 13’ Serena 33’ Pasinato 71’ (rig.) Baresi |

| Arbitro: | Pairetto (Torino) |

|                                  |           |                   |
| Battistini 62’ Zagano 86’ (aut.) | Marcatori | 70’ (aut.) Canuti |

| Arbitro: | Ballerini (La Spezia) |

|             |           |  |
| Palanca 52’ | Marcatori |  |

| Arbitro: | Esposito (Torre del Greco) |

|                            |           |  |
| Battistini 62’ Damiani 81’ | Marcatori |  |

| Arbitro: | Agnolin (Bassano del Grappa) |

|                          |           |                 |
| Giordano 43’ D'Amico 89’ | Marcatori | 9’, 57’ Damiani |

| Arbitro: | Pirandola (Lecce) |

|                           |           |  |
| Verza 38’, 81’ Jordan 47’ | Marcatori |  |

| Arbitro: | Barbaresco (Cormons) |

|                    |           |            |
| Orlandi 40’ (rig.) | Marcatori | 11’ Icardi |

| Arbitro: | Menicucci (Firenze) |

|                        |           |                               |
| Pacione 15’ Magrin 50’ | Marcatori | 54’ (rig.) Baresi 81’ Damiani |

| Arbitro: | Lo Bello (Siracusa) |

|                        |           |              |
| Jordan 25’ Damiani 48’ | Marcatori | 83’ Parlanti |

#### Girone di ritorno
| Arbitro: | Pieri (Genova) |

|               |           |             |
| Gentilini 18’ | Marcatori | 9’ Pasinato |

| Milano 13 febbraio 1983 21ª giornata | Milan            | 0 – 0 | Catania | Stadio Giuseppe Meazza (34 386 spett.)\| Arbitro: \| D'Elia (Salerno) \| |
| Arbitro:                             | D'Elia (Salerno) |       |         |                                                                          |

| Arbitro: | Altobelli (Roma) |

|                               |           |                            |
| Tassotti 9’ (aut.) Traini 49’ | Marcatori | 7’ Battistini 31’ Pasinato |

| Milano 27 febbraio 1983 23ª giornata | Milan              | 0 – 0 | Campobasso | Stadio Giuseppe Meazza (23 076 spett.)\| Arbitro: \| Patrussi (Ravenna) \| |
| Arbitro:                             | Patrussi (Ravenna) |       |            |                                                                            |

| Arbitro: | Mattei (Macerata) |

|               |           |                                                   |
| De Trizio 83’ | Marcatori | 60’ Verza 66’ Damiani 69’ Pasinato 85’ Incocciati |

| Arbitro: | Lombardo (Marsala) |

|                                                 |           |  |
| Verza 15’ Jordan 21’ Damiani 34’ Battistini 44’ | Marcatori |  |

| Arbitro: | Pieri (Genova) |

|                     |           |                                          |
| Tassotti 90’ (aut.) | Marcatori | 25’ Pasinato 46’ Verza 67’ (rig.) Baresi |

| Arbitro: | Angelelli (Terni) |

|                     |           |  |
| Verza 14’, 28’, 38’ | Marcatori |  |

| Arbitro: | Redini (Pisa) |

|                            |           |                          |
| Tivelli 42’ Caffarelli 70’ | Marcatori | 20’ Verza 28’ Battistini |

| Arbitro: | Longhi (Roma) |

|              |           |                |
| Maritozzi 5’ | Marcatori | 36’ Incocciati |

| Arbitro: | Pairetto (Torino) |

|                |           |            |
| Battistini 23’ | Marcatori | 60’ Bonomi |

| Arbitro: | Ballerini (La Spezia) |

|                                    |           |                      |
| Amenta 8’ (rig.) Pagliari 28’, 65’ | Marcatori | 13’ Serena 63’ Gadda |

| Arbitro: | Redini (Pisa) |

|                       |           |  |
| D'Este 33’ Serena 81’ | Marcatori |  |

| Palermo 8 maggio 1983 33ª giornata | Palermo           | 0 – 0 | Milan | Stadio La Favorita (28 000 spett.)\| Arbitro: \| Mattei (Macerata) \| |
| Arbitro:                           | Mattei (Macerata) |       |       |                                                                       |

| Arbitro: | Barbaresco (Cormons) |

|                                                           |           |              |
| Serena 23’, 77’ Miele 26’ (aut.) Pasinato 59’ Damiani 86’ | Marcatori | 64’ Giordano |

| Arbitro: | Menegali (Roma) |

|                                  |           |                                          |
| Graziani 26’ Tassotti 68’ (aut.) | Marcatori | 11’ Battistini 33’ Incocciati 42’ Icardi |

| Arbitro: | Pieri (Genova) |

|                                                       |           |                       |
| Battistini 43’ Cannito 56’ (aut.) Incocciati 67’, 72’ | Marcatori | 78’ Spica 83’ Luperto |

| Arbitro: | Testa (Prato) |

|                |           |  |
| Battistini 40’ | Marcatori |  |

| Pistoia 12 giugno 1983 38ª giornata | Pistoiese        | 0 – 0 | Milan | Stadio Comunale (18 000 spett.)\| Arbitro: \| Altobelli (Roma) \| |
| Arbitro:                            | Altobelli (Roma) |       |       |                                                                   |

### Coppa Italia

#### Primo turno
| Arbitro: | Angelelli (Terni) |

|              |           |           |
| Lombardi 57’ | Marcatori | 21’ Verza |

| Arbitro: | Ballerini (La Spezia) |

|  |           |              |
|  | Marcatori | 28’ Tassotti |

| Arbitro: | Mattei (Macerata) |

|                       |           |                     |
| Jordan 44’ Serena 49’ | Marcatori | 42’ (rig.) Mastalli |

| Arbitro: | Bergamo (Livorno) |

|                |           |            |
| Rossi 21’, 68’ | Marcatori | 72’ Jordan |

| Arbitro: | Agnolin (Bassano del Grappa) |

|                            |           |                                     |
| Jordan 43’ Serena 67’, 72’ | Marcatori | 1’ (aut.) Tassotti 22’ Vandereycken |

#### Ottavi di finale
| Arbitro: | Altobelli (Roma) |

|                   |           |                |
| Baresi 61’ (aut.) | Marcatori | 2’, 89’ Serena |

| Arbitro: | Facchin (Udine) |

|                                                           |           |                                  |
| Verza 28’ Baresi 32’ (rig.) Damiani 61’ Bogoni 73’ (aut.) | Marcatori | 40’ Quagliozzi 76’ (aut.) Baresi |

#### Quarti di finale
| Arbitro: | Menicucci (Firenze) |

|                      |           |                           |
| Penzo 5’ Volpati 58’ | Marcatori | 37’ Battistini 53’ Serena |

| Arbitro: | Mattei (Macerata) |

|                                          |           |                                   |
| Baresi 12’ (rig.) Jordan 54’ Damiani 33’ | Marcatori | 41’ Tricella 62’ Dirceu 89’ Penzo |

## Statistiche

### Statistiche di squadra
| Competizione | Punti            | In casa | In casa | In casa | In casa | In casa | In casa | In trasferta | In trasferta | In trasferta | In trasferta | In trasferta | In trasferta | Totale | Totale | Totale | Totale | Totale | Totale | DR  |
| Competizione | Punti            | G       | V       | N       | P       | Gf      | Gs      | G            | V            | N            | P            | Gf           | Gs           | G      | V      | N      | P      | Gf     | Gs     | DR  |
| ------------ | ---------------- | ------- | ------- | ------- | ------- | ------- | ------- | ------------ | ------------ | ------------ | ------------ | ------------ | ------------ | ------ | ------ | ------ | ------ | ------ | ------ | --- |
| Serie B      | 54               | 19      | 14      | 4       | 1       | 44      | 12      | 19           | 5            | 12           | 2            | 33           | 24           | 38     | 19     | 16     | 3      | 77     | 36     | +41 |
| Coppa Italia | quarti di finale | 4       | 3       | 1       | 0       | 12      | 8       | 5            | 2            | 2            | 1            | 7            | 6            | 9      | 5      | 3      | 1      | 19     | 14     | +5  |
| Totale       | -                | 23      | 22      | 15      | 4       | 56      | 20      | 24           | 7            | 14           | 3            | 40           | 30           | 47     | 24     | 19     | 4      | 96     | 50     | +46 |

### Statistiche dei giocatori
Fonte: 
| Giocatore     | Serie B  | Serie B | Serie B     | Serie B    | Coppa Italia | Coppa Italia | Coppa Italia | Coppa Italia | Totale   | Totale | Totale      | Totale     |
| Giocatore     | Presenze | Reti    | Ammonizioni | Espulsioni | Presenze     | Reti         | Ammonizioni  | Espulsioni   | Presenze | Reti   | Ammonizioni | Espulsioni |
| ------------- | -------- | ------- | ----------- | ---------- | ------------ | ------------ | ------------ | ------------ | -------- | ------ | ----------- | ---------- |
| F. Alberti    | 0        | -0      | 0           | 0          | 0            | -0           | 0            | 0            | 0        | -0     | 0           | 0          |
| F. Baresi     | 30       | 4       | ?           | ?          | 9            | 2            | ?            | ?            | 39       | 6      | ?           | ?          |
| S. Battistini | 37       | 11      | ?           | ?          | 9            | 1            | ?            | ?            | 46       | 12     | ?           | ?          |
| P. Benetti    | 1        | 0       | ?           | ?          | 0            | 0            | 0            | 0            | 1        | 0      | 0+          | 0+         |
| R. Biffi      | 4        | 0       | ?           | ?          | 0            | 0            | 0            | 0            | 4        | 0      | 0+          | 0+         |
| A. Cambiaghi  | 0        | 0       | 0           | 0          | 0            | 0            | 0            | 0            | 0        | 0      | 0           | 0          |
| N. Canuti     | 31       | 0       | ?           | ?          | 8            | 0            | ?            | ?            | 39       | 0      | ?           | ?          |
| S. Cuoghi     | 29       | 2       | ?           | ?          | 2            | 0            | ?            | ?            | 31       | 2      | ?           | ?          |
| M. D'Este     | 1        | 1       | ?           | ?          | 0            | 0            | 0            | 0            | 1        | 1      | 0+          | 0+         |
| O. Damiani    | 27       | 10      | ?           | ?          | 6            | 2            | ?            | ?            | 33       | 12     | ?           | ?          |
| A. Evani      | 35       | 0       | ?           | ?          | 6            | 0            | ?            | ?            | 41       | 0      | ?           | ?          |
| M. Gadda      | 4        | 1       | ?           | ?          | 0            | 0            | 0            | 0            | 4        | 1      | 0+          | 0+         |
| A. Icardi     | 30       | 2       | ?           | 1          | 8            | 0            | ?            | ?            | 38       | 2      | ?           | 1+         |
| G. Incocciati | 31       | 6       | ?           | ?          | 6            | 0            | ?            | ?            | 37       | 6      | ?           | ?          |
| J. Jordan     | 30       | 10      | ?           | ?          | 6            | 4            | ?            | ?            | 36       | 14     | ?           | ?          |
| M. Longobardo | 3        | 0       | ?           | ?          | 1            | 0            | ?            | ?            | 4        | 0      | ?           | ?          |
| T. Manfrin    | 17       | 0       | ?           | ?          | 7            | 0            | ?            | ?            | 24       | 0      | ?           | ?          |
| G. Nuciari    | 18       | -16     | ?           | ?          | 4            | -8           | ?            | ?            | 22       | -24    | ?           | ?          |
| G. Pasinato   | 33       | 7       | ?           | ?          | 9            | 0            | ?            | ?            | 42       | 7      | ?           | ?          |
| O. Piotti     | 20       | -20     | ?           | ?          | 5            | -6           | ?            | ?            | 25       | -26    | ?           | ?          |
| F. Romano     | 18       | 2       | ?           | ?          | 5            | 0            | ?            | ?            | 23       | 2      | ?           | ?          |
| A. Serena     | 20       | 8       | ?           | ?          | 9            | 6            | ?            | ?            | 29       | 14     | ?           | ?          |
| M. Tassotti   | 32       | 0       | ?           | 1          | 9            | 1            | ?            | ?            | 41       | 1      | ?           | 1+         |
| V. Verza      | 31       | 10      | ?           | ?          | 9            | 2            | ?            | ?            | 40       | 12     | ?           | ?          |